# Алексеева, Елена Семёновна
Алексеева Елена Семёновна (25 апреля 1926, Ингулец, Криворожский округ — 16 сентября 2006) — советская и украинская учёный-селекционер. Доктор сельскохозяйственных наук (1971), профессор (1973). Заслуженный деятель науки и техники Украины (1992).

## Биография
Родилась 25 апреля 1926 года на Шварцевском руднике (ныне Ингулец в черте города Кривой Рог) Широковского района (ныне в Днепропетровской области).
В 1950 году окончила Киевский сельскохозяйственный институт. В 1950—1955 годах работала на Тернопольской селекционно-исследовательской станции. В 1956—1971 годах — в НИИ земледелия и животноводства западных областей УССР.
С 1971 года — в Каменец-Подольском сельскохозяйственном институте: профессор, заведующая кафедрой, заведующая лабораторией гречки (ныне НИИ крупяных культур), с 1997 года — директор.

## Научная деятельность
Автор более 350 научных работ, в том числе монографий, учебных и методических пособий, брошюр, плакатов, листовок. Опубликовала 9 сборников научных трудов, подготовила 27 кандидатов и 4-х докторов наук. Создала научную школу учёных по селекции, семеноводству и технологии выращивания гречихи (fagopyrum).
При участии основана Тернопольская научно-производственная система «Гречка» (1987), выведено и передано на сортоиспытание 30 сортов гречихи, 12 из которых районированы.
Участвовала во всесоюзных и республиканских ВДНХ и отмечалась золотыми и серебряными медалями.

## Награды
- Медаль «В ознаменование 100-летия со дня рождения Владимира Ильича Ленина» (1970);
- Орден Трудового Красного Знамени (1977);
- Медаль «Ветеран труда» (1981);
- Серебряная медаль ВДНХ (1981);
- Золотая медаль ВДНХ (1984);
- Заслуженный деятель науки и техники Украины (1992);
- Медали.